# Åsa Bengtsson (konstnär)
Åsa Bengtsson, född 1938, är en svensk textilkonstnär.
Bengtsson fick sitt genombrott med utställningen Doktor Glas 1972, och var konstnärlig ledare för Handarbetets vänner mellan 1978 och 1996. Hon har gjort många utsmyckningar i offentlig miljö, bland annat fanor med tryck i Kista centrum. Hon är även representerad vid Nationalmuseum.